# Emília Coranty Llurià
Emília Coranty Llurià (Barcelona, 19 de febrer de 1862- Barcelona, 18 de febrer de 1944) fou una pintora, brodadora i professora de dibuix també coneguda com a Emília Coranty de Guasch i vinculada amb Barcelona i Valls.

## Biografia
Era filla de Miquel Coranty, venedor de teixits natural de Maó, i d'Antònia Llurià, natural de Barcelona. Va néixer el 19 de febrer de 1862 al carrer de Sant Joan,16.

### Formació
Va estudiar a l'Escola de Dibuix de la Diputació de Barcelona i el seu és el primer nom de dona que s'ha trobat en els fulls de matrícula de l'Escola d'Arts i Oficis de Barcelona, l'Escola Llotja. Emília Coranty i Francisca Sans Benet de Montbrió són les dues úniques alumnes que apareixen matriculades durant el curs escolar de 1885-1886, entre els 496 alumnes d'aquell any. Emília hi va estudiar dos anys; en el segon fou l'única alumna entre els 539 matriculats i el 1886 l'Acadèmia de Belles Arts de Barcelona la va premiar amb una borsa de viatge a Roma –una nova modalitat de pensió, d'una durada de quatre mesos, que havia estat creada per la Diputació de Barcelona el 1880–, que se li prorrogaria l'any següent. Anteriorment havia guanyat una beca per viatjar a Toledo i a Madrid, on també va estudiar art antic i paisatgisme.
A Roma conegué el seu futur marit, el pintor Francesc Guasch, que gaudia d'una beca d'ampliació d'estudis a la ciutat italiana. Així, com la pintora Lluïsa Vidal, estudià un temps fora d'Espanya, després d'haver-ho fet a Barcelona i a Madrid, on es matriculà a les classes d'Antic i de Paisatge a l'Escola Especial de Pintura, Escultura i Gravat.

### Trajectòria artística
El 1888 es va casar amb Francesc Guasch i Homs a Barcelona i va aprofitar per presentar algunes obres a l'Exposició Universal que se celebrava aquell any a la ciutat comtal, guanyant dues medalles de bronze, abans de tornar amb el seu marit a Roma a continuar els seus estudis respectius. A l'any següent van anar a viure a París, coincidint amb l'Exposició Universal, on van estar uns dos anys per a després, a causa dels problemes de salut de Guasch, anar a viure a Valls i, finalment, quan aquest va ser nomenat tècnic dels museus artístics municipals i conservador del Museu de Belles Arts, van anar a viure a Barcelona, sense deixar mai de dedicar-se a l'activitat artística. En fotografies d'època s'ha pogut documentar a la pintora acompanyant el seu marit a les expedicions artístiques i prenent notes del natural.
Va prendre part en les principals exposicions artístiques que es van fer a Barcelona a finals del segle xix, com la Primera Exposición General de Bellas Artes del 1891, la Novena exposición extraordinaria de Bellas Artes (Sala Parés, 1891) o la Exposición Nacional de Industrias Artísticas e Internacional de Reproducciones del 1892, on presentà un projecte en guaix per a una mantilla de blonda amb atributs catalans i un oli per a un tapet brodat en seda i or per a la taula presidencial de la Diputació de Barcelona, amb els quals va obtenir medalles d'or i de plata.
L'any 1894 es va presentar a la Segunda Exposición General de Bellas Artes, amb l'oli Mis flores, el 1896 a la primera edició de l'exposició femenina de la Sala Pares, amb dibuixos per a blondes i projectes per a tapissos, el 1897 a la segona edició i el 1898 a la IV Exposición de Bellas Artes e Industrias Artísticas. Igualment, participà com a mínim en dues edicions de la Exposición Internacional de Bellas Artes de Madrid: en la del 1890 presentà una reproducció a l'oli de la dalmàtica de Carlemany que es conserva al tresor de la basílica de Sant Pere del Vaticà, amb la qual va obtenir una menció honorífica, així com els dos projectes que després presentaria a l'exposició de Barcelona del 1892. En l'edició del 1892 va mostrar l'obra Mi jardín, obtenint la medalla de bronze. L'any 1907 intervingué en la V Exposición Internacional de Bellas Artes e Industrias Artísticas de Barcelona, amb l'obra Del meu jardí, que es va presentar al Saló Espanya de la mostra, i que la revista Feminal va reproduir en un article dedicat a les onze dones que havien pres part en aquesta exhibició.
Al costat de Mary Cassatt, Rosa Bonheur, Lea Mesritt i altres artistes del moment, participà en l'Exposició Universal de Chicago de 1893, on hi havia un pavelló només per a les artistes dissenyat per l'arquitecta Sophia Hayden. En aquest certamen se li concedí la medalla de plata. També va prendre part de la XIIIe Exposition de Bordeaux. Les Arts Anciennes et Modernes de l'any 1895, on de nou va presentar la reproducció de la dalmàtica de Carlemany i el tapet per a la taula presidencial de la Diputació de Barcelona.

### Docència
La seva preocupació fou sempre proporcionar a les dones la possibilitat de rebre una formació artística de qualitat: fou professora «efectiva para la clase de dibujo y pintura para niñas adultas, agregada a la Escuela Superior para la Mujer». En els Anuaris de la Universitat Literària de Barcelona de 1896-97 i de 1897-98 el seu nom apareix com a professora auxiliar interina, sense sou, de l'assignatura Dibuix General Artístic (classe de nenes i adultes) a l'Escola Llotja. També figura com a professora auxiliar gratuïta a les Memòries de l'Escola,durant els cursos 1900-01 i 1901-02, en canvi a la de l'any següent 1902-03 es llegeix: «se le ha asignado sueldo».
Com altres artistes de principis del segle xx, estigué a l'entorn de la revista Feminal i participà en moltes de les activitats que s'organitzaren: aportà obres per a les diferents tómboles, formà part de la Comissió per a l'Homenatge a la difunta Pepita Texidor Torres, donà una obra per recollir diners per al seu monument, etc.

### Etapa final
El 1923, a la mort del seu marit, segons s'especificava al seu testament Emília, la seva vídua, llegà tota una sèrie de béns destinats a crear els premis Guasch-Coranty, un dels quals s'havia d'atorgar anualment a l'alumna que presentés els millors treballs en l'assignatura en què ella havia estat professora i d'altres de quinquennals, que s'havien d'alternar entre els millors pintors i les millors pintores, tant nacionals com estrangers.
Tant ella com Pepita Texidor eren pràcticament les úniques dones catalanes representades a la col·lecció del Museu de Belles Arts de Barcelona a la segona dècada del segle xx.
Morí el 1944, després d'haver llegat la seva torre a l'Escola de Llotja amb la condició de que es creés un centre educatiu amb el nom d'Escola d'Art Guasch Coranty, que acceptés alumnes de tots dos sexes i la resta de béns repartits entre les diputacions de Barcelona i de Tarragona, l'Ajuntament de Valls i la Llotja, perquè s'atorguessin els Premis de Pintura Internacional Guasch Coranty. Amb aquesta finalitat es creà la Fundació Guasch-Coranty, que a principis del segle XXI disposa de molt pocs fons. Fou enterrada, amb el seu espòs, al Cementiri de Sarrià, als nínxols 102 i 103.

## Obra
Pintà flors i feu molts projectes per a blondes i brodats, que presentà en diverses exposicions; així, per exemple, en el catàleg de la secció de teixits, brodats i encaixos dels Museus Artístics de Barcelona de l'any 1906 consta que es mostrava la reproducció a l'oli de la dalmàtica de Carlemany que Emília Coranty havia fet el 1886. La seva obra fou qualificada pels crítics com a femenina, possiblement perquè pintava flors i natures mortes, un gènere menyspreat des del misogin segle xix i considerat propi de dones. No obstant això, en el seu origen els dos sexes el conreaven perquè gaudia de gran demanda en els països protestants i en els catòlics era considerat una vanitas, temàtica molt emprada com a propaganda de les idees contrareformistes. A Catalunya se li donà molta importància per la seva relació amb la indústria tèxtil, especialment amb les indianes; per la qual cosa no ha d'estranyar que moltes artistes, que volien viure del seu art, s'hi dediquessin.
El Museu Nacional d'Art de Catalunya conserva l'obra Del meu jardí, que la mateixa pintora va donar el 1907, junt amb set dibuixos que són còpies de franges decoratives. El Museo del Prado guarda una reproducció a l'oli de la dalmàtica de Carlemany datada l'any 1889.